# 아그리콜라그라칠레주머니쥐
아그리콜라그라칠레주머니쥐 또는 아그리콜라가냘픈주머니쥐(Cryptonanus agricolai)는 남아메리카에서 발견되는 주머니쥐의 일종이다. 브라질 동부 지역에서 발견된다. 서식지는 카팅가와 세하도이다. 보전 등급은 결정되지 않았지만, 경작지 확대로 서식지가 감소하고 있다. 분포 지역 안에 여러 보호 지역이 있지만, 이들 지역에서 표본이 수집된 적은 없다. 학명과 통용명은 브라질 의사 아그리콜라(Ernani Agricola)의 이름에서 유래했다.